# Monte Bosco Borbone
Il monte Bosco Borbone è una montagna situata in Campania, in Provincia di Salerno. In cartografia è conosciuto anche come monte Torre del Gatto.

## Paesi vicini
I paesi più vicini al Monte Bosco Borbone sono Siano, Castel San Giorgio e Sarno.

## Galleria d'immagini

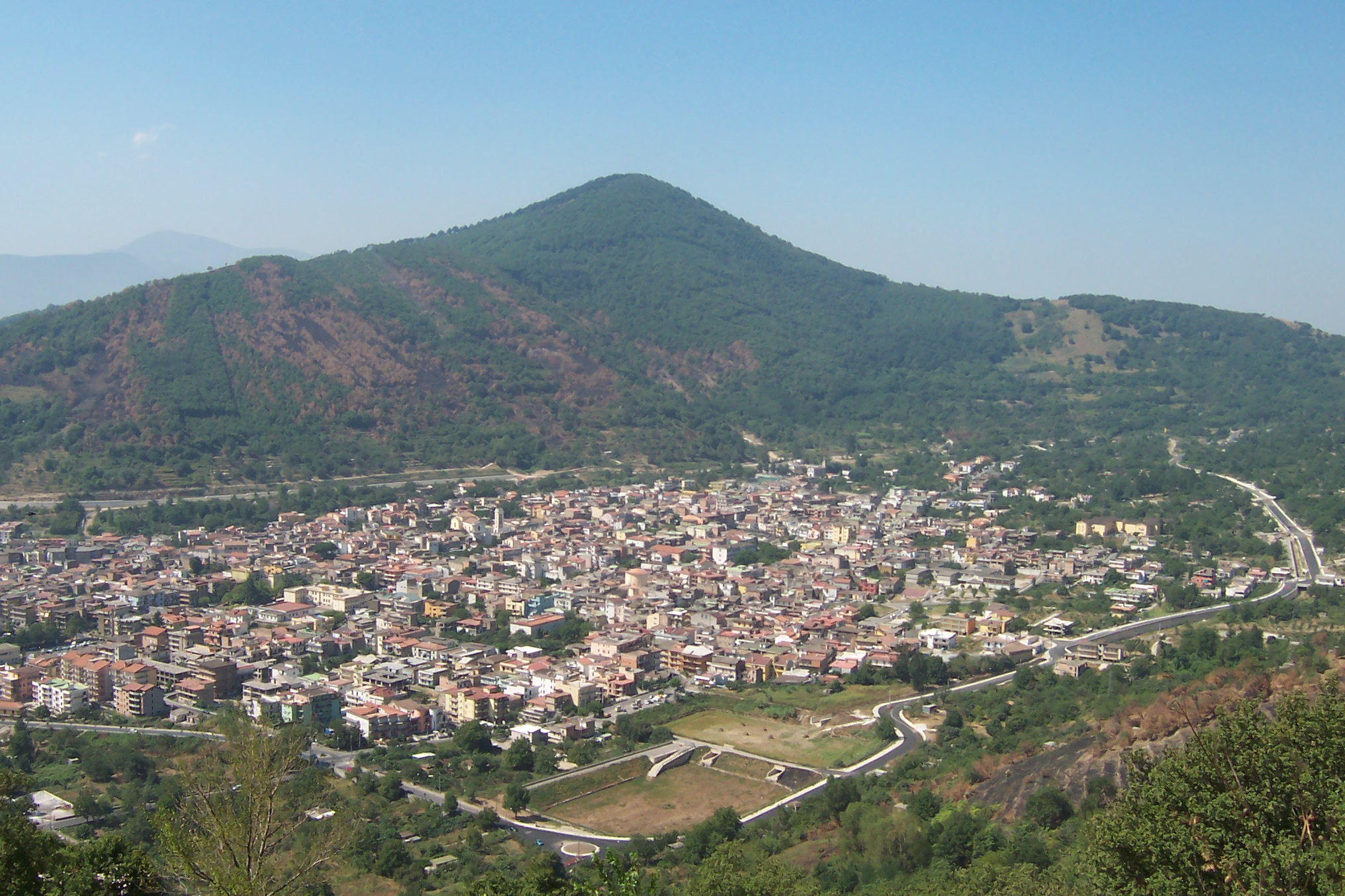
Vista del Monte Bosco Borbone e Siano (SA) (2007)
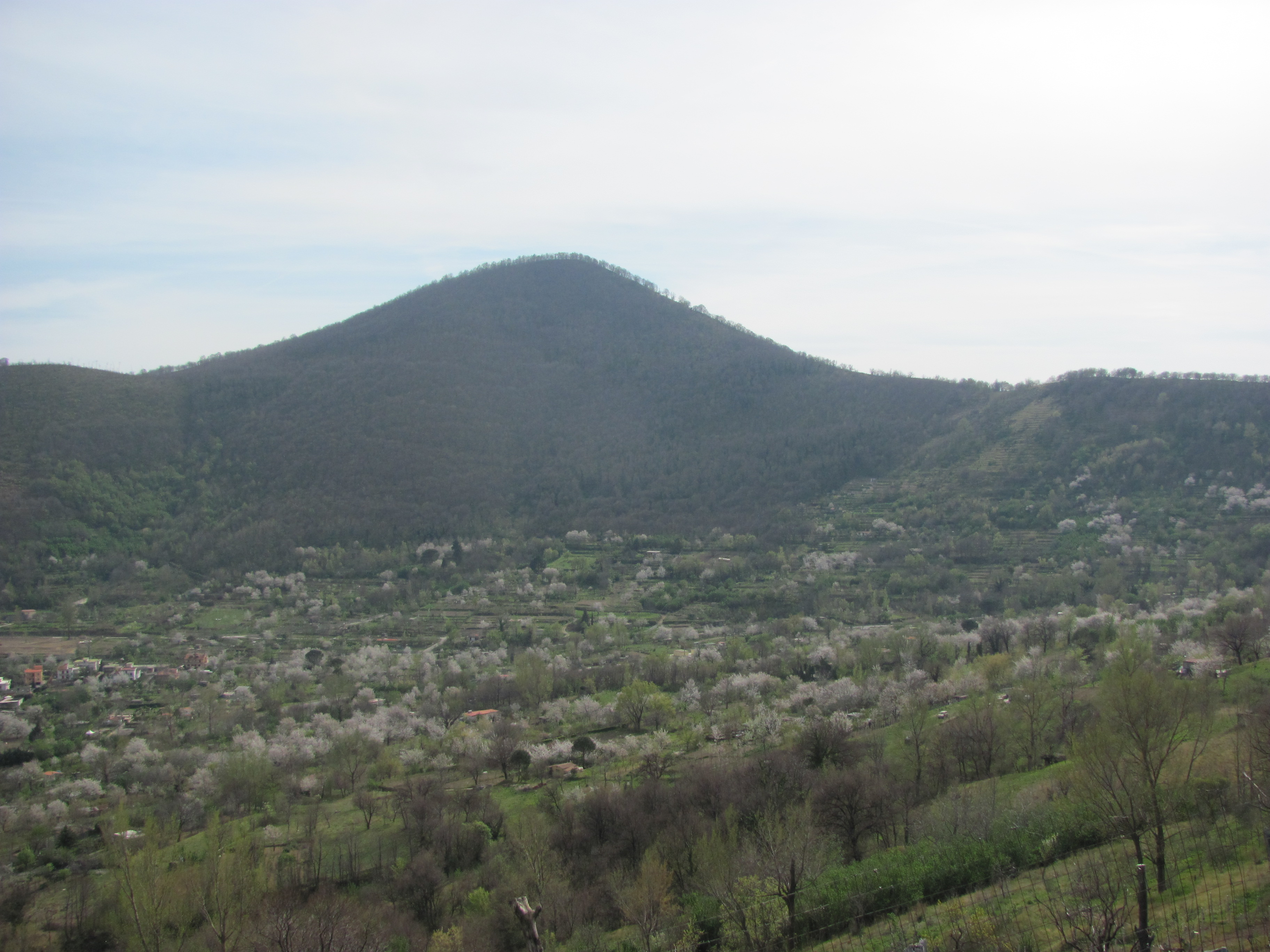
Ciliegi in fiore ad inizio aprile ai piedi del monte Bosco Borbone in Siano (SA) (2012)
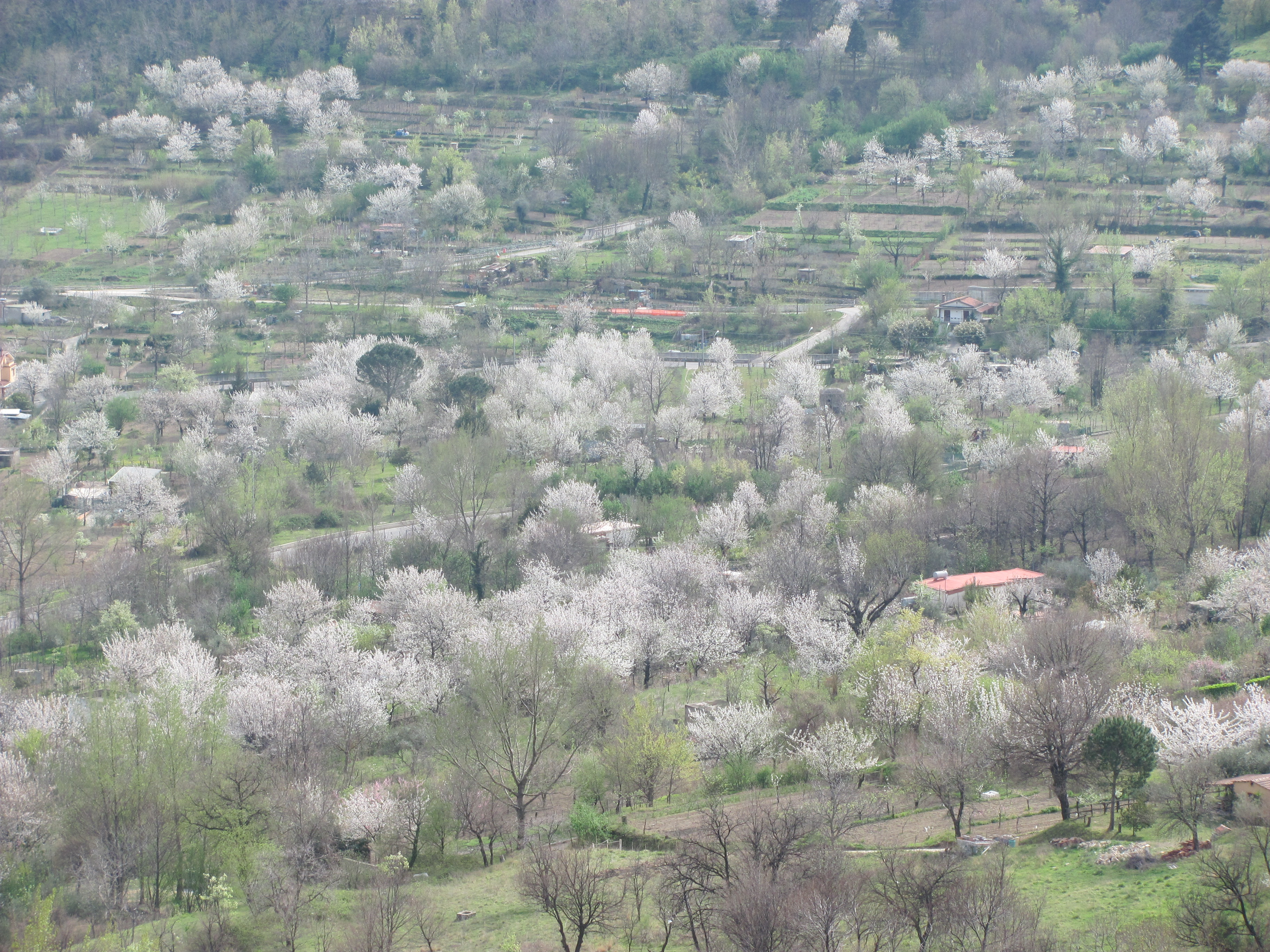
Ciliegi in fiore ad inizio aprile nella parte alta della vallata sianese: dettaglio (2012)
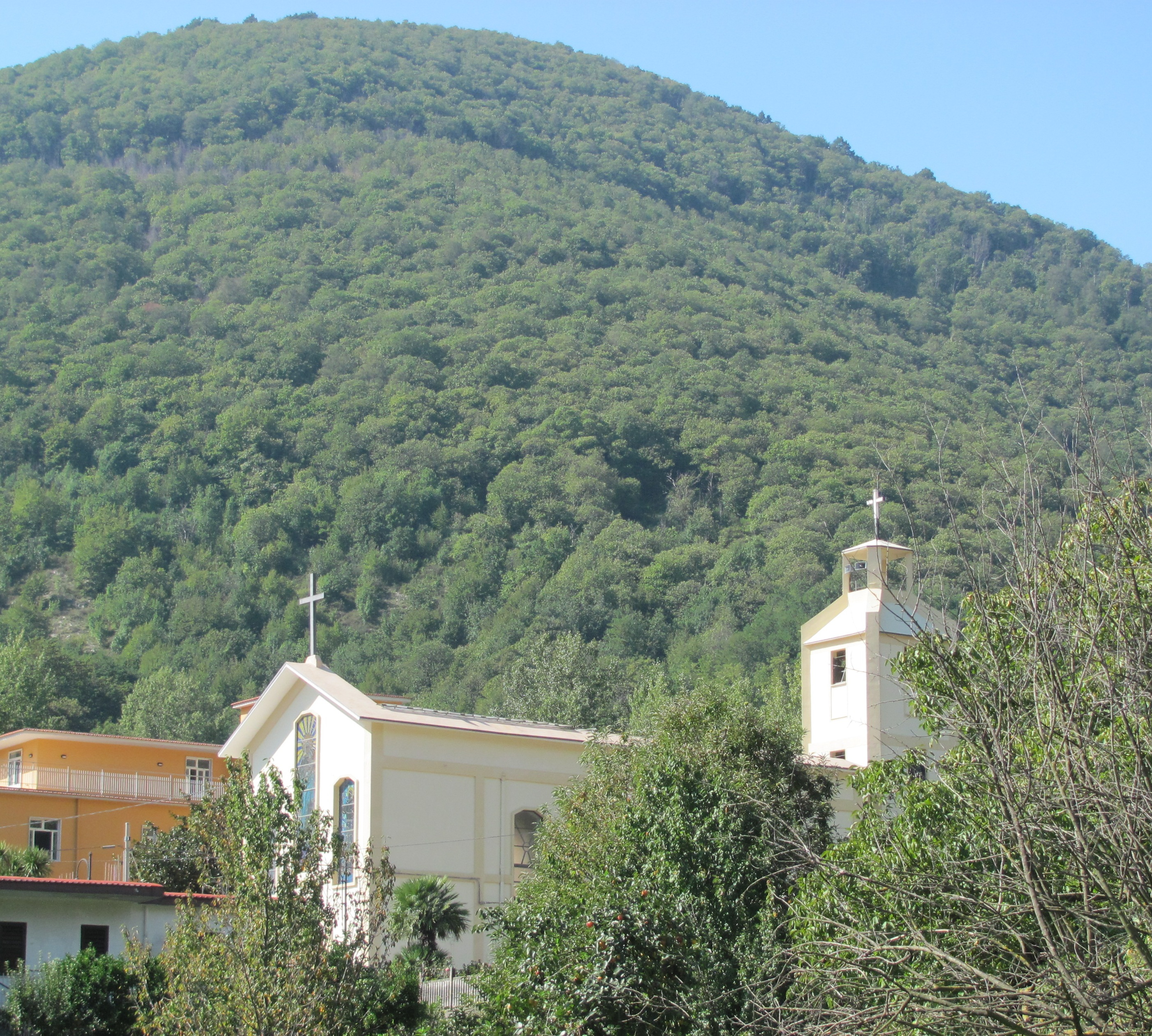
Monte Bosco Borbone, in primo piano la Chiesa di Santa Maria delle Grazie di Siano (2013)